# П'єтро Серантоні
П'єтро Серантоні (італ. Pietro Serantoni, * 11 грудня 1906, Венеція — † 6 жовтня 1964, Рим) — колишній італійський футболіст, півзахисник і нападник. По завершенні ігрової кар'єри — футбольний тренер.
Як гравець насамперед відомий виступами за клуби «Інтернаціонале» та «Рома», а також національну збірну Італії.
Дворазовий чемпіон Італії. У складі збірної — чемпіон світу. 

## Клубна кар'єра
У дорослому футболі дебютував виступами за команду клубу «Венеція». 
Своєю грою за цю команду привернув увагу представників тренерського штабу клубу «Інтернаціонале», до складу якого приєднався 1928 року. Відіграв за «нераззуррі» наступні шість сезонів своєї ігрової кар'єри. Більшість часу, проведеного у складі «Інтернаціонале», був основним гравцем команди. У складі «Інтернаціонале» був одним з головних бомбардирів команди, маючи середню результативність на рівні 0,35 голу за гру першості. За цей час виборов титул чемпіона Італії.
Протягом 1934—1936 років захищав кольори команди клубу «Ювентус». За цей час додав до переліку своїх трофеїв ще один титул чемпіона Італії.
1936 року перейшов до клубу «Рома», за який відіграв 4 сезони.  Завершив професійну кар'єру футболіста виступами за команду римського клубу у 1940 році.

## Виступи за збірну
1933 року дебютував в офіційних матчах у складі національної збірної Італії. Протягом кар'єри у національній команді, яка тривала 7 років, провів у формі головної команди країни лише 17 матчів, забивши 4 голи. У складі збірної був учасником чемпіонату світу 1938 року у Франції, здобувши того року титул чемпіона світу.

## Кар'єра тренера
Розпочав тренерську кар'єру, повернувшись до футболу після невеликої перерви, 1947 року, очоливши тренерський штаб клубу «Падова».
Другим і останнім місцем тренерської роботи був клуб «Рома», команду якого П'єтро Серантоні очолював як головний тренер до 1951 року.

## Статистика виступів

### Статистика виступів у кубку Мітропи
| №                           | Розіграш                    | Стадія                      | Дата та місце проведення    | Команда 1                   | Рахунок                                             | Команда 2         | Голи та інші дії |
| --------------------------- | --------------------------- | --------------------------- | --------------------------- | --------------------------- | --------------------------------------------------- | ----------------- | ---------------- |
| 1                           | 1930                        | 1/4                         | 15.07.1930, Будапешт        | Уйпешт (Будапешт)           | 2:4 [Архівовано 23 лютого 2019 у Wayback Machine.]  | Амброзіана-Інтер  |                  |
| 2                           | 1930                        | 1/4                         | 20.07.1930, Мілан           | Амброзіана-Інтер            | 2:4 [Архівовано 23 лютого 2019 у Wayback Machine.]  | Уйпешт (Будапешт) |                  |
| 3                           | 1930                        | 1/4 перегр.                 | 31.08.1930, Берн            | Амброзіана-Інтер            | 1:1 [Архівовано 23 лютого 2019 у Wayback Machine.]  | Уйпешт (Будапешт) |                  |
| 4                           | 1930                        | 1/4 перегр.                 | 14.09.1930, Мілан           | Амброзіана-Інтер            | 5:3 [Архівовано 23 лютого 2019 у Wayback Machine.]  | Уйпешт (Будапешт) | 72'              |
| 5                           | 1930                        | 1/2                         | 28.09.1930, Мілан           | Амброзіана-Інтер            | 2:2 [Архівовано 11 травня 2021 у Wayback Machine.]  | Спарта (Прага)    | 27' 65'          |
| 6                           | 1930                        | 1/2                         | 12.10.1930, Прага           | Спарта (Прага)              | 6:1 [Архівовано 17 травня 2021 у Wayback Machine.]  | Амброзіана-Інтер  |                  |
| 7                           | 1933                        | 1/4                         | 25.06.1933, Відень          | Ферст Вієнна                | 1:0 [Архівовано 14 березня 2022 у Wayback Machine.] | Амброзіана-Інтер  |                  |
| 8                           | 1933                        | 1/4                         | 2.07.1933, Мілан            | Амброзіана-Інтер            | 4:0 [Архівовано 14 березня 2017 у Wayback Machine.] | Ферст Вієнна      |                  |
| 9                           | 1933                        | 1/2                         | 9.07.1933, Мілан            | Амброзіана-Інтер            | 4:1 [Архівовано 15 березня 2017 у Wayback Machine.] | Спарта (Прага)    |                  |
| 10                          | 1933                        | 1/4                         | 16.07.1933, Прага           | Спарта (Прага)              | 2:2 [Архівовано 15 травня 2021 у Wayback Machine.]  | Амброзіана-Інтер  | 33'              |
| 11                          | 1933                        | Фінал                       | 8.09.1933, Відень           | Аустрія (Відень)            | 3:1 [Архівовано 26 червня 2019 у Wayback Machine.]  | Амброзіана-Інтер  |                  |
| У складі «Амброзіани-Інтер» | У складі «Амброзіани-Інтер» | У складі «Амброзіани-Інтер» | У складі «Амброзіани-Інтер» | У складі «Амброзіани-Інтер» | 11                                                  |                   | 4                |
| 12                          | 1934                        | 1/4                         | 01.07.1934, Будапешт        | Уйпешт                      | 1:3 [Архівовано 29 квітня 2021 у Wayback Machine.]  | Ювентус           |                  |
| 13                          | 1934                        | 1/4                         | 08.07.1934, Турин           | Ювентус                     | 1:1 [Архівовано 1 травня 2021 у Wayback Machine.]   | Уйпешт            |                  |
| 14                          | 1934                        | 1/2                         | 25.07.1934, Відень          | Адміра (Відень)             | 3:1 [Архівовано 4 травня 2021 у Wayback Machine.]   | Ювентус           |                  |
| 15                          | 1934                        | 1/2                         | 29.07.1934, Генуя           | Ювентус                     | 2:1 [Архівовано 18 жовтня 2020 у Wayback Machine.]  | Адміра (Відень)   |                  |
| У складі «Ювентуса»         | У складі «Ювентуса»         | У складі «Ювентуса»         | У складі «Ювентуса»         | У складі «Ювентуса»         | 4                                                   |                   | 0                |
| 16                          | 1936                        | 1/8                         | 21.06.1936, Відень          | Рапід (Відень)              | 3:1 [Архівовано 22 березня 2017 у Wayback Machine.] | Рома              |                  |
| 17                          | 1936                        | 1/8                         | 28.06.1936, Рим             | Рома                        | 5:1 [Архівовано 21 січня 2021 у Wayback Machine.]   | Рапід (Відень)    | 6' 35'           |
| 18                          | 1936                        | 1/4                         | 4.07.1936, Прага            | Спарта (Прага)              | 3:0 [Архівовано 22 січня 2021 у Wayback Machine.]   | Рома              |                  |
| 19                          | 1936                        | 1/4                         | 12.07.1936, Рим             | Рома                        | 1:1 [Архівовано 22 січня 2021 у Wayback Machine.]   | Спарта (Прага)    |                  |
| У складі «Роми»             | У складі «Роми»             | У складі «Роми»             | У складі «Роми»             | У складі «Роми»             | 4                                                   |                   | 2                |
| Всього в Кубку Мітропи      | Всього в Кубку Мітропи      | Всього в Кубку Мітропи      | Всього в Кубку Мітропи      | Всього в Кубку Мітропи      | 19                                                  |                   | 6                |

## Титули і досягнення
- Чемпіон Італії (2):

«Інтернаціонале»:  1929/1930,
«Ювентус»:  1934/1935
- Чемпіон світу (1):

1938